# Anthony Knockaert
Anthony Patrick Knockaert, född 20 november 1991, är en fransk fotbollsspelare som spelar mittfältare för Valenciennes.

## Klubbkarriär

### Guingamp
Anthony Patrick Knockaert, som föddes i Roubaix, startade sin professionella fotbollskarriär i den franska fotbollsklubben Guingamp. Under sina ungdomsår spelade Knockaert för de franska klubbarna Wasquehal, Leers, Lens och Lesquin och den belgiska klubben Mouscron. När han spelade för Lesquin i september 2008 blev han nästan köpt av Leeds United men gick sedan till Lens efter att Lesquin och Leeds United inte kom överens om en övergång. Under sin        ungdomskarriär funderade han på att sluta med fotboll eftersom Lens tränare tyckte att han var för liten.
Det var inte förrän sommaren 2009 som Knockaert gick till Guingamp då han signerade sitt första proffskontrakt. 30 juli 2010 gjorde han sin debut för Guingamp i en match i den första ronden Coupe de la Ligue mot Grenoble där han gjorde mål i 2-1-segern. I den andra ronden, den 22 september 2010 gjorde han sitt andra mål för Guingamp på övertid mot Evian när Guingamp vann med 3-2. Veckan efter, den 29 september, gjorde han sin ligadebut och spelade 69 minuter i 5-0-segern mot Gap. Efter att han skrev på ett nytt treårskontrakt med Guingamp gjorde han sitt första ligamål mot Maccabi Paris Metropole i och med 6-0-segern. Under säsongen spelade han 27 matcher och gjorde fyra mål. Samtidigt hjälpte han laget att gå upp till Ligue 2.
Under säsongen 2011-2012 spelade han 38 matcher och gjorde 13 mål. Efter säsongen ville stora klubbar från hela Europa få fransmannens underskrift, Newcastle United från England, Benfica från Portugal och Montpellier från hemlandet.

### Leicester City
Knockaert gick till slut till Leicester City den 1 augusti 2012 för 2 500 000 (2,5 miljon) pund och skrev på ett kontrakt för tre år.
Knockaert gjorde sin debut för Leicester City den 18 augusti 2012 när han blev inbytt mot Lloyd Dyer i matchen mot Peterborough United där Leicester City vann med 2-0. Hans första mål i Leicester tröjan kom på en frispark mot Burton Albion i Ligacupen den 28 augusti 2012. Hans första ligamål kom däremot i matchen 2-0-segern mot Huddersfield Town den 2 oktober 2012. Efter säsong prisades han för sina insatser genom att få Young Player of the Year i The Championship. Han spelade 47 matcher och gjorde nio mål den säsongen.
Säsongen efter, 2013-2014, säkrade Leicester Premier League uppflyttningsplatsen även trots att de förlorade mot QPR och Sheffield Wednesday. Knockaert spelade 50 matcher och gjorde sju mål den säsongen.
Under säsongen 2014-2015 spelade han sin första Premier League-match under den första omgången av säsongen mot Everton när det blev 2-2. Under säsongen hade han svårt att ta en plats i Leicester Citys startelva efter att Nick Powell, Marc Albrighton och Danny Simpson gjort fina resultat på planen. I och med detta blev han nedskickad till reservlaget. Han ville bli utlånad men tränaren, Nigel Pearson, ville ha kvar fransmannen eftersom klubben hade för svag bredd och det ledde till att han bara fick spela elva matcher.
Efter säsongen gick Knockaerts kontrakt ut och Nigel Pearson la fram ett fyraårskontrakt men Knockaert avstod erbjudandet. Senare lämnade han klubben genom ett avsked där han tackade klubben och fansen.

### Standard Liège
Den 4 juni 2015 gick Standard Liège ut på sin hemsida och skrev att Anthony Knockaert hade gått till klubben på en Bosmanvärvning. Knockaert fick en riktig fin start för klubben när han nätade i 2-1-förlusten mot Kortrijk på den första matchen av säsongen. Fem dagar senare gjorde han ett till mål fast nu i Europa League mot Zeljeznicar Sarajevo när Liège vann med 2-1. Efter matchen mot Oud-Heverlee Leuven den 26 september 2015 uttryckte han sig argt på Twitter att han blivit utbytt i andra halvleken men förklarade sedan varför han blev arg och att det kommer att bli bättre nästa gång.

### Brighton and Hove Albion
Mellan juli 2015 och januari 2016 spelade han 20 matcher och gjorde fem mål. Den 7 januari 2016 accepterade Standard en övergång till Brighton & Hove Albion för Knockaert på tre år. Knockaert gjorde sin debut för Brighton, bara fem dagar efter att han signerat kontraktet, mot Roterham United där de förlorade med 2-0. Efter den matchen lyfte Knockaert laget och Brighton kämpade till sig en Play Off-placering i april. Under april fick han också Player of the Month award i Championship. Brighton nådde inte Premier League efter förluster i Play Off-turneringen men Knockaert citerades ändå för 16 matcher och fem mål.
Under nästa säsongen, 2016-2017, hade Newcastle United fått upp ögonen för Knockaert men Brighton ville inte sälja sin stjärnmittfältare. Han startade säsongen bra med tre mål på de fem första matcherna. Under de första matcherna började han också spela i en mer offensiv roll bakom Tomer Hemed. I november 2016 dog Knockaerts far och hela Brighton åkte till en liten kyrka i faderns hemstad Leers. Den 3 mars 2017 skrev Knockaert på ett nytt fyraårskontrakt som skulle löpa ut i juni 2021. Den 9 april blev han utnämnd till EFL Championship Player of the Year. Han spelade 40 matcher och gjorde 13 mål och i och med detta gick Brighton upp till Premier League.
Knockaert gjorde sitt första mål Premier League mål för Brighton den 15 oktober 2017, i början av säsongen 2017-2018, mot Everton i en 1-1-match hemma mot Everton. Under säsongen lyckades han få ihop 37 matcher och tre mål i alla turneringar.
Fram tills den 27 november 2018 har Knockaert spelat 12 och gjort ett mål i Premier League 2018-2019.

### Fulham
Den 21 juli 2019 lånades Knockaert ut till Fulham på ett låneavtal över säsongen 2019/2020. Den 8 juli 2020 blev Knockaert klar för en permanent övergång till Fulham, där han skrev på ett treårskontrakt.
Den 16 oktober 2020 lånades Knockaert ut till Nottingham Forest.

### Valenciennes
I september 2023 återvände Knockaert till Frankrike där han skrev på ett ettårskontrakt med option på ytterligare ett år med Valenciennes.

## Landslagskarriär
Efter att ha spelat för Frankrikes U20 blev Knockaert tillfrågad om att spela för Frankrikes U21-landslag. Han spelade tre matcher i U21-landslaget.

## Karriärstatistik
| Klubb                   | Säsong             | Liga                 | Liga    | Liga | Nationell cup | Nationell cup | Ligacup | Ligacup | Övrigt  | Övrigt | Totalt  | Totalt |
| Klubb                   | Säsong             | Division             | Matcher | Mål  | Matcher       | Mål           | Matcher | Mål     | Matcher | Mål    | Matcher | Mål    |
| ----------------------- | ------------------ | -------------------- | ------- | ---- | ------------- | ------------- | ------- | ------- | ------- | ------ | ------- | ------ |
| Guingamp                | 2010/2011          | Championnat National | 23      | 2    | 0             | 0             | 4       | 3       | —       | —      | 27      | 5      |
| Guingamp                | 2011/2012          | Ligue 2              | 36      | 11   | 2             | 0             | 2       | 2       | —       | —      | 40      | 13     |
| Guingamp                | Totalt             | Totalt               | 59      | 13   | 2             | 0             | 6       | 5       | —       | —      | 67      | 18     |
| Leicester City          | 2012/2013          | Championship         | 42      | 8    | 2             | 0             | 1       | 1       | 2       | 0      | 47      | 9      |
| Leicester City          | 2013/2014          | Championship         | 42      | 5    | 1             | 0             | 5       | 2       | —       | —      | 48      | 7      |
| Leicester City          | 2014/2015          | Premier League       | 9       | 0    | 1             | 0             | 1       | 0       | —       | —      | 11      | 0      |
| Leicester City          | Totalt             | Totalt               | 93      | 13   | 4             | 0             | 7       | 3       | 2       | 0      | 106     | 16     |
| Standard Liège          | 2015/2016          | Jupiler Pro League   | 20      | 5    | 3             | 0             | —       | —       | 4       | 2      | 27      | 7      |
| Brighton & Hove Albion  | 2015/2016          | Championship         | 19      | 5    | 0             | 0             | 0       | 0       | 2       | 0      | 21      | 5      |
| Brighton & Hove Albion  | 2016/2017          | Championship         | 45      | 15   | 0             | 0             | 0       | 0       | —       | —      | 45      | 15     |
| Brighton & Hove Albion  | 2017/2018          | Premier League       | 33      | 3    | 2             | 0             | 2       | 0       | —       | —      | 37      | 3      |
| Brighton & Hove Albion  | 2018/2019          | Premier League       | 30      | 2    | 6             | 2             | 0       | 0       | —       | —      | 36      | 4      |
| Brighton & Hove Albion  | Totalt             | Totalt               | 127     | 25   | 8             | 2             | 2       | 0       | 2       | 0      | 139     | 27     |
| Fulham (lån)            | 2019/2020          | Championship         | 38      | 3    | 1             | 1             | 0       | 0       | 0       | 0      | 39      | 4      |
| Fulham                  | 2019/2020          | Championship         | 4       | 0    | 0             | 0             | 0       | 0       | 3       | 0      | 7       | 0      |
| Fulham                  | 2020/2021          | Premier League       | 0       | 0    | 0             | 0             | 3       | 0       | —       | —      | 3       | 0      |
| Fulham                  | 2021/2022          | Championship         | 4       | 0    | 1             | 0             | 2       | 0       | —       | —      | 7       | 0      |
| Fulham                  | Totalt             | Totalt               | 8       | 0    | 1             | 0             | 5       | 0       | 3       | 0      | 17      | 0      |
| Nottingham Forest (lån) | 2020/2021          | Championship         | 34      | 2    | 1             | 1             | 0       | 0       | —       | —      | 35      | 3      |
| Volos (lån)             | 2022/2023          | Grekiska superligan  | 9       | 1    | 2             | 0             | —       | —       | —       | —      | 11      | 1      |
| Valenciennes            | 2023/2024          | Ligue 2              | 19      | 1    | 5             | 0             | —       | —       | —       | —      | 24      | 1      |
| Totalt i karriären      | Totalt i karriären | Totalt i karriären   | 407     | 63   | 27            | 4             | 19      | 8       | 11      | 2      | 464     | 77     |

1. 1 2 3  Uppflyttningskvalmatcher till spel i Premier League.
2. ↑  Matcher i Europa League.